# آنا وليامز
آنا وليامز (بالإنجليزية: Anna Williams)‏ (و. 1706 – 1783 م) هي شاعرة، وكاتِبة من مملكة بريطانيا العظمى، وويلز، توفيت في لندن، عن عمر يناهز 77 عاماً.